# 亨利·柏格
亨利·柏格（英語：Henry Bergh，1813年8月29日—1888年3月12日）是美國外交官、動物保護人士，動保團體美國防止虐待動物協會（ASPCA）的創立者。

## 生平
亨利·柏格於1813年出生，父親是名造船工程師，家境富有。他在就讀哥倫比亞大學後，便周遊歐洲各國數年。
1862年，被總統亞伯拉罕·林肯任命為美國駐俄國聖彼得堡的外交人員。在聖彼得堡期間，柏格目睹了動物被殘酷虐待的現象，備感震撼。他在返美前造訪英國倫敦，與英國皇家防止虐待動物協會的主管和贊助者見面。
回到美國紐約後，開始進行保護動物活動。在他的努力下，美國防止虐待動物協會獲得紐約州議會批准，於1866年4月10日設立。
1873年，柏格得到社工愛塔·惠勒的通報，協助拯救受虐兒瑪麗·愛倫·威爾森。在此事件過後，他在1874年建立了紐約兒童保護協會。
1888年3月12日，柏格在紐約市去世，葬於布魯克林區的綠蔭公墓。

## 外部連結
- 美國防止虐待動物協會官網（页面存档备份，存于）（英文）